# The Young Stallions
Gli Young Stallions sono stati un tag team di wrestling attivo dal 1987 al 1989 nella World Wrestling Federation, composto da Jim Powers e Paul Roma.

## Storia
I due giovani talenti furono messi insieme come tag team face nel marzo 1987. Esordirono il 21 marzo in una puntata di WWF Superstars registrata a Las Vegas, Nevada. Dopo essere stati sconfitti dai Demolition, Roma & Powers lottarono, venendo sconfitti, con The New Dream Team (Greg Valentine & Dino Bravo) (22 marzo) e Butch Reed & The Iron Sheik & Nikolai Volkoff (23 aprile). Alla fine, arrivò la prima vittoria il 24 aprile, quando insieme a Tito Santana, sconfissero Bob Orton, Don Muraco e Tiger Chung Lee. Poco tempo dopo, Roma & Powers lottarono in vari house show, perdendo con i Demolition e sconfiggendo jobber come The Shadows. Nel frattempo, in televisione, Roma & Powers furono sconfitti ancora dai Demolition a maggio a WWF Superstars, e dal New Dream Team a Wrestling Challenge.
La prima vittoria significativa della coppia fu un'inaspettata vittoria contro Bob Orton & Don Muraco al Madison Square Garden il 18 maggio nel corso di un house show. Il match venne mandato in onda a Prime Time Wrestling più avanti quello stesso mese. In questo periodo, Powers lottò spesso contro Bob Orton, perdendo sempre. Roma & Powers sconfissero poi The Shadows (Randy Colley & Jose Luis Rivera) il 20 giugno. Il buon momento svanì però presto, infatti il 2 giugno la squadra composta da Mario Mancini, Don Driggers e Roma & Powers fu sonoramente sconfitta dalla nuova stable di Bobby Heenan (King Kong Bundy, Hercules, Harley Race e il rientrante Paul Orndorff). Nei successivi due mesi, Roma & Powers si scontrarono con The Islanders, venendo sempre sconfitti.
L'8 agosto 1987 affrontarono i campioni di coppia WWF The Hart Foundation. Anche se il match non era per i titoli, Roma & Powers riportarono una sonora vittoria. Questa vittoria fu l'inizio di un push per la coppia, che sconfisse in fila Muraco & Orton e poi Kamala & Sika. Il 30 agosto batterono ancora The Hart Foundation, questa volta per squalifica in un match a Prime Time Wrestling.
Nel frattempo Roma & Powers ricevettero il loro nome ufficiale come tag team, "The Young Stallions". La coppia ricevette questo nome per caso quando il commentatore Vince McMahon si riferì a loro descrivendoli "una coppia di giovani stalloni", dando di fatto il nome al team. Gli Stallions acquisirono la musica d'entrata Crank it Up, ed ebbero un breve feud con The Hart Foundation. Il 3 ottobre lottarono a Saturday Night's Main Event contro la Hart Foundation ma furono sconfitti. Il 26 novembre 1987 al pay-per-view 1987 Survivor Series Roma & Powers ottennero la maggiore vittoria in carriera quando furono uno degli unici due tag team sopravvissuti.
Alla Royal Rumble del 1988 gli Young Stallions persero un best of three falls match con The Islanders (Roma sembrò infortunarsi davvero a un ginocchio durante l'incontro). Nonostante questo continuarono a sfruttare il momento di successo sconfiggendo The Bolsheviks, The Alaskans (Dave Wagner & Rick Renslow) e The Conquistadors in vari house show.
Tuttavia, il proprietario della WWF Vince McMahon sembrò aver perso interesse nel team. Gli Stallions persero con i Rougeau Brothers, e successivamente furono sconfitti da Bolsheviks e The Brain Busters. Un anno dopo la vittoria alle Survivor Series, gli Young Stallions furono questa volta il secondo team eliminato.
Nel 1989, dopo una serie di sconfitte rimediate con The Twin Towers (Akeem & Big Boss Man) in gennaio, e The Powers of Pain in agosto; la coppia si sciolse senza un annuncio ufficiale o altro. Roma e Powers iniziarono a lottare nuovamente come wrestler singoli. Nella primavera del 1990 Paul Roma cominciò a lottare in coppia con Hercules, con il quale, dopo un turn heel, formò i Power and Glory.